# Nationalpark Zomin
Der Nationalpark Zomin (auch Zaamin) ist ein Schutzgebiet in Usbekistan. Es wurde 1976 ausgewiesen und ist 482,2 km² groß. Der Park dient unter anderem als Rückzugsort für den Sibirischen Steinbock.